# ハイウェイマン (映画)
『ハイウェイマン』（Highwaymen）は、2004年に公開されたアメリカ合衆国とカナダの合作によるアクション・スリラー映画。

## ストーリー
レニーの妻が、'72年型キャデラック・エルドラドを用いて若い女性ばかりを狙う連続殺人犯に轢き殺された。
その殺人鬼を追っていたレニーは、友を交通事故で失ったモリーと出会う。
モリーが殺人鬼の次の標的だと確信したレニーは、その殺人鬼を追い詰めるべく行動に出た。やがて殺人鬼が残したメッセージを見たレニーとモリーは、レニーの妻が殺害された場所とされるモーテルへと向かう。

## キャスト
| 役名                         | 俳優                   | 日本語吹き替え | 日本語吹き替え |
| 役名                         | 俳優                   | DVD版          | テレビ東京版   |
| ---------------------------- | ---------------------- | -------------- | -------------- |
| ジェームズ・“レニー”・クレイ | ジム・カヴィーゼル     | 平田広明       | 森田順平       |
| モリー・プール               | ローナ・ミトラ         | 村井かずさ     | 本田貴子       |
| ウィル・マックリン           | フランキー・フェイソン | 内海賢二       | 屋良有作       |
| ファーゴ                     | コルム・フィオール     | 有本欽隆       | 大塚芳忠       |
| レイ・ブーン                 | ゴードン・カリー       | 遠近孝一       |                |
| アレクサンドラ・ファロー     | アンドレア・ロス       | 細野雅世       | 岡寛恵         |

- DVD版

その他吹替声優：鳥海勝美、松岡大介、船木真人、大野エリ、加藤将之
- テレビ東京版：初回放送2007年5月31日「木曜洋画劇場」

その他吹替声優：嵜本正和、桐本琢也、東城光志、鈴木貴征、三宅貴洋、塩出財子、越川真帆